# Svetlobno nadstropje
V arhitekturi je svetlobno nadstropje del notranjosti, ki se dviga nad sosednjimi strehami in ima okna, ki v notranjost prepuščajo dnevno svetlobo.
Zgodovinsko je svetlobno nadstropje označevalo zgornjo raven rimske bazilike ali ladje romanske ali gotske cerkve, katere stene se dvigajo nad strešnimi linijami stranskih ladij in jih prebijajo okna.
Podobna dvignjene konstrukcije so bile uporabljene v železniških vagonih za zagotavljanje dodatne razsvetljave, prezračevanja ali prostora za glavo.

## Zgodovina

### Antični svet
Zdi se, da tehnologija svetlobnega nadstropja izvira iz templjev starega Egipta. Izraz se uporablja za egipčanske templje, kjer je bila osvetlitev dvorane stebrov  nad kamnitimi strehami sosednjih hodnikov, skozi reže, prebodene v vertikalnih kamnitih ploščah. Svetlobno nadstropje se je v Egiptu pojavilo vsaj že v obdobju Amarne. 
V minojskih palačah na Kreti, kot je Knossos, so bili poleg svetlobnih nadstropij uporabljeni tudi svetlobni jaški. 
Po svetopisemskih poročilih so v hebrejskem templju, ki ga je zgradil kralj Salomon, prikazana okna svetlobnega nadstropja, ki so bila mogoča z uporabo visoke, kotne strehe in osrednjega grebena. 
Svetlobno nadstropje je bilo uporabljeno v helenistični arhitekturi kasnejših obdobij starogrške civilizacije. Rimljani so jih uporabljali v bazilikah pravosodja in v kopališčih in palačah, podobnih bazilikam.

### Zgodnjekrščanske in bizantinske bazilik
Zgodnjekrščanske in nekatere bizantinske cerkve, zlasti v Italiji, temeljijo na rimski baziliki in so ohranile obliko osrednje ladje, na kateri so na vsaki strani stranske ladje. Glavna in stranske ladje so ločene s stebri ali slopi, nad katerimi se dviga stena, ki jo prebijajo okna svetlobnega nadstropja.

### Romanika
V obdobju romanike so bile po vsej Evropi zgrajene številne bazilikalne cerkve. Mnoge od teh cerkva imajo lesene strehe s svetlobnimi nadstropji pod njimi. Nekatere romanske cerkve imajo banjasto obokane strope s svetlobnim nadstropjem. Razvoj križnega in rebrastega oboka je omogočil vstavljanje oken svetlobnega nadstropja.
Sprva je bila ladja velike cerkve dvonadstropna z arkado in svetlobnim nadstropjem. Med romanskim obdobjem je bila med njiju vstavljena tretja raven, empora z imenom triforij. Triforij se na splošno odpre v prostor pod poševno streho stranske ladje. To je postalo standardna značilnost poznejših romanskih in gotskih velikih samostanskih cerkva in stolnic. Redko je bila še ena empora postavljena v stenski prostor nad triforij in pod svetlobnim nadstropjem. To značilnost najdemo v nekaterih poznoromanskih in zgodnjegotskih stavbah v Franciji.
Najstarejše svetlobno nadstropje, ki še vedno obstaja iz poznega 11. stoletja, je v Augsburški stolnici.

### Gotika
V manjših cerkvah so lahko okna v svetlobnem nadstropju v obliki trilista ali štirilista. V nekaterih italijanskih cerkvah so v obliki okulusov. V večini velikih cerkva so pomembna lastnost, tako zaradi lepote kot uporabnosti. Rebrasti oboki in ločni oporniki gotske arhitekture so koncentrirali težo in pritisk strehe, s čimer so osvobodili stenski prostor za večje svetlobne odprtine. Na splošno je v gotskih mojstrovinah svetlobno nadstropje razdeljeno na obočne pole z loki, ki se nadaljujejo iz visokih stebrov, ki tvorijo arkado, ki ločuje strenske od glavne ladje.
Težnja od zgodnjega romanskega do poznega gotskega obdobja je bila, da se stopnja svetlobnega nadstropja postopoma viša, velikost oken pa postane sorazmerno večja glede na stensko površino, kar se pojavlja v delih, kot sta gotska arhitektura Amienske stolnice ali Westminstrska opatija, kjer svetlobno nadstropje predstavlja skoraj tretjino višine notranjosti. 

## Sodobna svetlobna nadstropja za energijsko učinkovite stavbe
Sodobna svetlobna nadstropja so pogosto opredeljena kot navpična okna, nameščena na visokih stenah, ki segajo od strešne linije, zasnovana tako, da omogočajo svetlobo in zrak v prostor, ne da bi pri tem ogrožala zasebnost. Tovarniške zgradbe so pogosto zgrajene s svetlobniki; tudi sodobne stanovanjske zasnove jih včasih vključujejo.
Taka sodobna okna imajo poleg dnevne svetlobe in prezračevanja še eno posebno pomembno vlogo: lahko so del pasivnih solarnih elementov, v zelo energetsko učinkovitih stavbah (Pasivna hiša, ničenergijska hiša). 
Svetlobna nadstropja se uporabljajo v povezavi s kamnom, opeko, betonom in drugimi stenami in tlemi z visoko maso, ki če so pravilno nameščene shranjujejo sončno toploto v vročih delih dneva - s tem da stene in tla delujejo kot toplotna banka v hladnejših delih dneva. 
Svetlobno nadstropje - v pasivnih sončnih strategijah - mora biti pravilno nameščeno (običajno na sončni strani stavbe) in zaščiteno pred poletnim soncem s strešnimi linijami, previsi, vdolbinami debelih sten ali drugimi arhitekturnimi elementi, da se prepreči pregrevanje v hladilni sezoni.

## Promet
Svetlobne strehe so bile uporabljene na železniških vagonih od sredine 19. stoletja do 1930-ih v Združenih državah Amerike. 
Prvi Pullmanovi vlaki v Angliji so imeli strehe s svetlobnim nadstropjem, uvoženi in sestavljeni pa so bili v Derbyju, kjer je Pullman v povezavi z Midland Railway, predhodnikom londonske Midland in škotske železnice (LMS), postavil montažni obrat. Prvi vagon, spalnik z imenom "Midland", je bil sestavljen in pripravljen za poskusno vožnjo januarja 1874. 
Zadnji vlaki s tako streho v londonski podzemni so bili umaknjeni leta 1971. 
Svetlobno nadstropje so bile uporabljeno tudi v prvih dvonadstropnih avtobusih, kar je omogočalo boljše prezračevanje in prostor za glavo v osrednjem hodniku, pa tudi boljšo osvetlitev. 
Volkswagen Type 2, kombi ali kamionet, je imel v deluxe različici svetlobno nadstropje. VW je Sambo iz leta 1961–67 izdelal v več različicah, ki so imele kar 23 oken, in so pri zbiralcih zelo cenjeni.